# Проферансов, Владимир Александрович
Владимир Александрович Проферансов (29 июня (16 июня) 1874, Москва — 15 декабря 1937) — священник Русской церкви, протоиерей. Причислен к лику святых Русской православной церкви в 2000 году.

## Семья

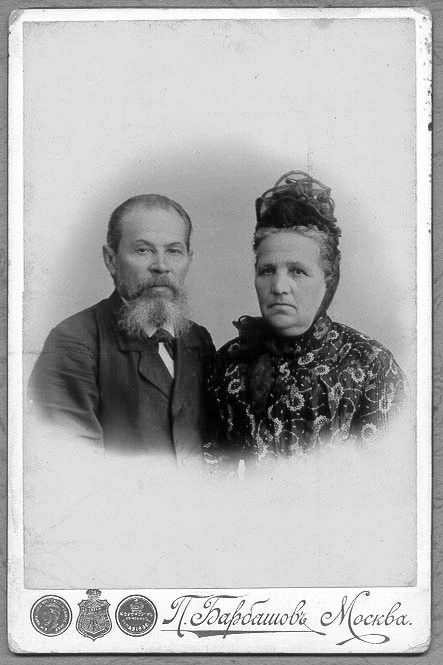
Александр Иванович и Мария Фёдоровна Проферансовы. 1903 год

Родился в семье церковнослужителя. Отец, Александр Иванович, служил псаломщиком в Новодевичьем монастыре. Мать, Мария Федоровна, урожденная Малинина, была домохозяйкой. Детей в семье было четверо: трое сыновей и дочь. Детство Владимира Александровича прошло в собственном доме родителей на Малой Царицынской (ныне Пироговской) улице.
В 1897 году Владимир Александрович женился на дочери священника Петра Малинина — Марии. У них родился сын, который скончался в возрасте 11 лет.

## Служение и церковная деятельность
Владимир Проферансов окончил Московскую духовную семинарию в 1898 году, после чего долгие годы работал учителем Закона Божия в разлиынх Московских школах. За активную деятельность и труды на поприще народного просвещения неоднократно удостаивался наград.
Одновременно с педагогической деятельностью был алтарником, а с 1902 года псаломщиком в храме великомученика Георгия Победоносца в Старых Лучниках города Москвы.
С 1905 года — действительный член Московского общества народных чтений и библиотек, с 1915 года — староста храма Георгия Победоносца, с 1916 года — диакон храма Георгия Победоносца, с 1917 года — делопроизводитель приходского попечительства храма Георгия Победоносца, с 1918 года работал делопроизводителем при Московском епархиальном совете.
25 июля 1920 года рукоположен в сан священниа и определен в храм Георгия Победоносца, где до этого служил диаконом. С 1923 года являлся личным секретарем святейшего Патриарха Тихона, возведен в сан протоиерея. В 1924 году награжден наперсным крестом за труды в канцелярии Церковного управления при святейшем патриархе Тихоне. Позднее награжден правом ношения митры. До закрытия храма Георгия Победоносца в 1932 году являлся его настоятелем. Работал в Синоде при Заместителе Патриаршего местоблюстителя митрополите Сергии (Страгородском).

## Первый арест
Высокое положение священника, хорошо знавшего как Патриарха Тихона, так и заместителя Местоблюстителя митрополита Сергия, у которого он исполнял многие церковные поручения, а также близкое расположение храма, где служил отец Владимир, к зданию ОГПУ на Лубянке, натолкнуло сотрудников ОГПУ на решение привлечь священника к сотрудничеству.
9 января 1932 году был вызван на допрос, где его принуждали стать осведомителем ОГПУ. Ни под влиянием уговоров, ни под нажимом угроз, не удалось получить согласия и следователь вынужден был потребовать от отца Владимира расписку, что тот обязуется «хранить в абсолютной тайне от всех лиц происходивший разговор между мною и представителем ОГПУ, и в случае разглашения я буду отвечать перед Коллегией ОГПУ вплоть до применения ко мне самой высшей меры наказания».
После отказа, 8 февраля 1932 года был арестован и заключён в Бутырскую тюрьму в Москве.
На следующий день состоялся допрос:
(Следователь) Что вы можете сказать по поводу группирования вокруг себя антисоветски настроенных церковников?
(отец Владимир) Никакой группировки я не устраивал.
(С) Происходили ли нелегальные собрания актива церкви при вашем руководстве?
(о. В.) Таких собраний не было. У нас при церкви вообще собраний почти не было.
(С) Часто ли вами поминаются в церкви заключенные за контрреволюционную деятельность?
(о. В.) Насколько часто, я сказать не могу, но когда подаются записки о поминовении заключенных, я всегда поминаю.
(С) Говорили ли вы среди верующих о том, что скоро конец советской власти и Россией будет управлять царь, потерпите немного и так далее?
(о. В.) Никогда против советской власти я не говорил.
15 февраля ОГПУ приняло окончательное решение об аресте священника. 25 февраля, после нескольких дней угроз, снова состоялся допрос. Но священник держался мужественно и спокойно, казалось, отсутствуя на допросе, и следователь вынужден был спросить его:
(С) Слышали ли вы, в чем вас обвиняют?
(о. В.) Да, слышал.
(С) Признаете ли вы себя виновным в этом?
(о. В.) Виновным себя в антисоветской агитации и группировке вокруг себя антисоветского элемента не признаю.
2 марта 1932 года уполномоченный ОГПУ после нескольких допросов составил заключение по «делу» отца Владимира, где написал: «По своим убеждениям Проферансов является реакционно настроенным человеком. Долгое время работал в канцелярии у Патриарха Тихона, а в последующем – в Синоде митрополита Сергия. Одновременно являлся священником церкви Георгия на Лубянском проезде, где группировал вокруг себя антисоветский элемент и занимался систематической антисоветской агитацией».
14 марта 1932 года Особое совещание при Коллегии ОГПУ приговорило отца Владимира к трём годам ссылки в Семипалатинск, где тот работал бухгалтером в больнице. В ссылке познакомился со священником Константином (Некрасовым), который пригласил его после окончания срока приехать в Можайск.
Вернулся из ссылки в 1935 году уже тяжело больным и, не имея права проживать в Москве, поселился в Можайске по адресу: улица Красноармейская, дом 9/20 (в настоящее время дом не сохранился). По воскресным и праздничным дня протоиерей Владимир Проферансов сослужил в Ильинской церкви в деревне под Можайском отцу Константину, куда ходил из дома пешком. Отец Владимир проживал один, оставив свою семью в Москве, и во всех анкетах писал о себе "одинокий", чтобы уберечь своих родных от гонений. 
Власти вновь предложили отцу Владимиру стать осведомителем и в обмен за согласие на сотрудничество обещали дать приход, но на эти предложения священник ответил категорическим отказом. В итоге ему было запрещено служить.

## Второй арест и смерть

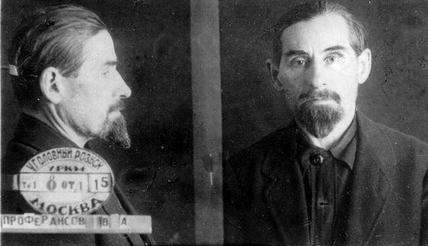
Фото из следственного дела. 1937 год

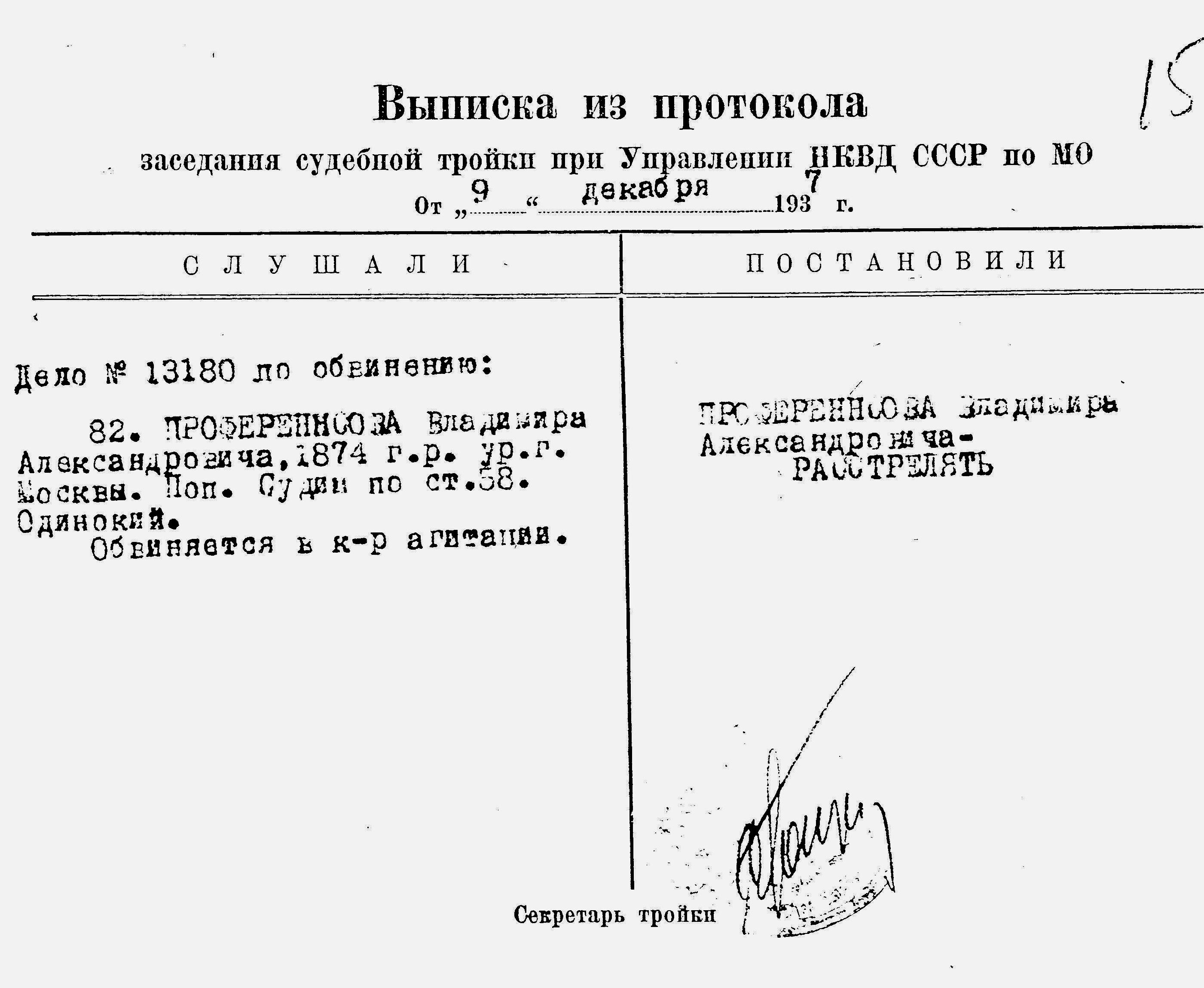
Выписка из протокола о расстреле. 1937 год

5 декабря 1937 году вновь арестован с десятью другими священниками Можайска. Обвинён в проведении «скрытой контрреволюционной деятельности».
Суть обвинения сводилась к тому, что отец Владимир, "имея крепкие связи со священниками, возвратившимися из ссылки, проживающими в городе Можайске, и с другим контрреволюционным элементом, проживающим вне города Можайска, будучи враждебно настроен против советской власти, среди окружающего населения проводил скрытую контрреволюционную деятельность".
Вину в представленных обвинениях не признал. Вскоре после ареста состоялся допрос, на котором отец Владимир отвечал следователю то же, что и во время других допросов.
(С) Что вам известно о контрреволюционной деятельности со стороны духовенства?
(о. В.) О контрреволюционной деятельности мне ничего неизвестно.
(С) Какую контрреволюционную деятельность вы проводили и проводите в данный момент?
(о. В.) Никакой контрреволюционной деятельности я не проводил и не провожу.
9 декабря 1937 года тройкой НКВД был приговорён к расстрелу и через десять дней после ареста, 15 декабря, расстрелян на Бутовском полигоне (вместе со священниокм Константином Нерасовым и др.). Погребен в безвестной могиле на Бутовском полигоне.
Своего рода завещанием отца Владимира стала его надпись на единственной дошедшей до нашего времени его фотографии: «Когда тебе тяжело, когда ты боишься людей и себя, когда ты запутаешься в рассуждениях и делах, скажи себе: буду любить тех, с кем меня сводит жизнь, и старайся делать это, и увидишь, как все пройдет, облегчится, распутается, и тебе нечего будет ни желать, ни бояться».
В 2000 году на Архиерейском соборе Русской православной церкви причислен к лику святых новомучеников и исповедников Церкви Русской.

## Отмеченные заслуги
- 1907 год — за усердные труды в народном просвещении получил благодарственную грамоту от Святейшего Синода[6].
- 1909 год — награждён серебряной медалью на Александровской ленте[6].
- 1909 год — награждён серебряной медалью на Владимирской ленте в память 15-летия приходских школ[6].
- 1914 год — награждён золотой медалью на Аннинской ленте[6].
- 1920 год — награжден правом ношения двойного ораря.
- 1924 год — награждён наперсным крестом за труды по канцелярии Церковного управления при Святейшем Патриархе Тихоне[6]

## Память

Икона отца Владимира в храме великомученика Георгия Победоносца в Старых Лучниках города Москвы. 2002 год

Особо почитается в храме великомученика Георгия Победоносца в Старых Лучниках города Москвы, где находится его икона и создана посвящённая ему выстовочная экспозиция.